# أرشيل لورتكيبانيدزه
أرشيل لورتكيبانيدزه (مواليد 7 مايو 1970) هو مبارز بالسيف جورجي، مثّل بلاده في الألعاب الأولمبية الصيفية 1996.

## روابط خارجية
أرشيل لورتكيبانيدزه على موقع أوليمبيديا (الإنجليزية)